# Tommy Roe
Tommy Roe, teljes nevén Thomas David Roe (Atlanta, Georgia, 1942. május 9. –) amerikai énekes, dalszerző. Leghíresebb dalai az 1962-es Sheila és az 1969-es Dizzy voltak. Mindkét dal listavezető volt a Billboard Hot 100 listáján.

## Diszkográfia

### Stúdióalbumok
- Sheila (1962)
- Everybody Likes Tommy Roe (1963)
- Something for Everybody (1964)
- Sweet Pea (1966)
- Phantasy (1967)
- It's Now Winter's Day (1967)
- Heather Honey (1969)
- Dizzy (1969)
- We Can Make Music (1970)
- Beginnings (1971)
- Energy (1976)
- Full Bloom (1977)
- Devil's Soul Pie (2012)
- Confectioner's (2017)